# 吉爾戈-奧克灘-卡普特里
吉爾戈-奥克灘-卡普特里（英語：Gilgo-Oak Beach-Captree），通常被简称为奥克灘或橡树滩（Oak Beach），是纽约州萨福克县巴比伦鎮内的一个普查规定居民点。2000年人口为333人。